# فيروز مالك
فيروز مالك هي فيزيائية جزائرية فرنسية متخصصة في الفيزياء النووية وفيزياء الجسيمات وعلم الكون. باحثة علمية في المركز الوطني الفرنسي للبحث العلمي، وتشارك في الأبحاث الدولية في سيرن مصادم الهدرونات الكبير. ساهمت في اكتشاف بوزون هيغز. وهي معروفة أيضًا بالتزامها بالمساواة بين الجنسين في مجال العلوم، فضلاً عن تطوير العلوم في إفريقيا. وهي زميلة في الأكاديمية الإفريقية للعلوم. هي ابنة شقيقة الملحن الجزائري أحمد مالك.

## النشأة والتعليم
درست مالك في ثانوية عمر راسم بالجزائر وحصلت على البكالوريا في الرياضيات عام 1983. درست الفيزياء في جامعة العلوم والتكنولوجيا هواري بومدين وحصلت على شهادة الماجستير عام 1987. واصلت دراستها في فرنسا وحصلت على شهادة الدراسات المتقدمة (الآن ماستر 2) في الفيزياء ثم درجة الدكتوراه في الفيزياء النووية وفيزياء الجسيمات من جامعة غرونوبل ألب ( جامعة جوزيف فورييه سابقًا)، حيث عملت على انشطار النوى الفائقة، تحت إشراف هيرفي نيفينيكر.

## البحث والمسيرة
في عام 1991، أصبحت فيروز مالك باحثة دائمة في المركز الوطني للبحث العلمي في معهد الفيزياء النووية في ليون حيث بدأت نشاطًا في فيزياء بلازما كوارك-غلوونية في تجارب NA38 و NA50 في سيرن، وهي حالة فيزيائية رُصدت عام 2000. غالبًا ما تُقارن هذه الحالة من المادة بالحساء البدائي الذي كان موجودًا بعد الانفجار العظيم بفترة وجيزة.
ساهمت مالك في تطوير مفهوم كاشف مطياف ألفا المغناطيسي، وهو جهاز طار ورُكب في محطة الفضاء الدولية للبحث عن المادة المضادة في الفضاء.
انضمت مالك إلى تجربة أطلس في سيرن في عام 2000. كانت تقود مجموعة غرونوبل المسؤولة عن تصميم النموذج الأولي لجهاز قياس السعرات الحرارية بالآرغون السائل (LAr) وكانت القائدة العلمية للبنية التحتية للحوسبة الشبكية الفرنسية WLCG. وبالتعاون مع باحثي تجربة أطلس في جميع أنحاء العالم، ساهمت في اكتشاف بوزون هيغز، الذي أُعلن عنه في عام 2012.
كانت مالك رئيسًا لفرع الألب للجمعية الفرنسية للفيزياء، (SFP) من عام 2000 إلى عام 2002. عضو في الجمعية الأوروبية للفيزياء منذ عام 2007، وعملت في «مجموعة الفيزياء من أجل التنمية» لمدة أربع سنوات (2010-2014). كما عملت أيضًا في «لجنة الفيزياء من أجل التنمية (C13)» التابعة للاتحاد الدولي للفيزياء البحتة والتطبيقية من عام 2009 إلى عام 2015.

### الفيزياء من أجل التنمية في إفريقيا
في عام 2019، نشرت مالك وكيتيفي أساماغان رسالة رأي لمعالجة قضية غياب القارة الإفريقية عن آفاق العلوم والتكنولوجيا العالمية، وخاصة في الفيزياء الأساسية. وبعد فترة وجيزة، في عام 2020، شاركت مالك مع كيتيفي أساماجان وآخرين في تأسيس "الاستراتيجية الإفريقية للفيزياء الأساسية والتطبيقية"، بهدف تحديد الأولويات والاتجاهات والوسائل للبحث العلمي والتعليم وبناء القدرات للقارة الإفريقية. في عام 2022، دُعيت للانضمام إلى مبادرة السنكروترون الإفريقية، التي بدأتها الأكاديمية الإفريقية للعلوم، بهدف إنشاء منشأة سنكروترون إفريقية  وألقت محاضرة حول هذا الموضوع في الجمعية العامة الرابعة عشرة للأكاديمية الإفريقية للعلوم.
عضو في الهيئة التأسيسية للجمعية العربية للفيزياء التي تأسسات في 7 يونيو/حزيران 2021.

### التكافؤ بين الجنسين في العلوم
تشارك مالك في مجال المساواة والإدماج في الأنشطة العلمية. أسست وكانت أول رئيسة لجمعية المساواة في المهن العلمية والتقنية (علم تكافؤ) في عام 2002. تساهم في المشاريع والأنشطة الرامية إلى تعزيز دور المرأة في مجال العلوم، داخل الجمعية الوطنية الفرنسية نساء وعلوم وكذلك داخل المنصة الأوروبية للنساء في مجال العلوم (EPWS). نسقت معرض "La Science Taille XX elles" للترويج للنساء العالمات في منطقة غرونوبل.

## التمييزات
- من عام 2000 إلى عام 2002، عملت كرئيسة لفرع الألب للجمعية الفرنسية للفيزياء [25]
- بمناسبة الذكرى الستين لتأسيس سيرن، قُدم ملفها الشخصي، بين علماء آخرين، في قصر الاكتشاف، من 17 أكتوبر 2014 إلى 19 يوليو 2015 في معرض "خبراء في المجال - وجهات نظر حول سيرن"[32] وكذلك في "تجربة سيرن 360 درجة" [33]
- في عام 2020، صارت زميلة متميزة في الأكاديمية الإفريقية للعلوم[34]

## منشورات مختارة
ألفت مالك أو شاركت في تأليف أكثر من 1200 مقالة، معظمها تتناول الفيزياء المتعلقة بتجربة أطلس. ومن بين كل هذه المقالات، تم الاستشهاد بـ 18 منها أكثر من 500 مرة.

### المقالات وفصول الكتب
- ميشيل ليدوك، فيروز مالك وروجر ماينارد، انعكاسات الفيزياء ، مايو 2007 [36]
- فيروز مالك ، انعكاسات الفيزياء ، يوليو-أغسطس 2010 [37]
- فيروز مالك ، ميكرو إبدو ، 2010 [38]
- فيروز مالك, انعكاسات الفيزياء, أكتوبر 2011 [39]
- فيروز مالك, من أجل العلوم, 25 أكتوبر 2013 [40]
- فيروز مالك ، فصل في كتاب، إصدارات المركز الوطني الفرنسي للبحث العلمي، 2017، 368 صفحة .(ردمك 978-2-271-11464-8) ) ، « سيرن والبيانات الضخمة » [41]